# Frans Hodell
Frans Oscar Leonard Hodell, född 13 augusti 1840 i Stockholm, död 25 maj 1890 i Lämshaga på Ingarö, var en svensk författare, skådespelare och tidningsredaktör.

## Biografi
Frans Hodell var son till Carl Hodell (1816–1863) och bror till Anna Hodell, skådespelare vid Södra teatern och Ida Hodell, skådespelare vid Dramaten och till redaktören Julius Hodell. Han var även kusin med Emil Norlander och farbror till författaren och teaterchefen Björn Hodell. Han var gift första gången 1864 med skådespelaren Mathilda Bäckström, och andra gången 1873 med Thérèse Paul. Han var morfar till Inga Hodell.
Frans Hodell scendebuterade vid Selinders teater 1860 i en komedipjäs han skrivit själv. Han engagerades senare vid Södra teatern i Stockholm som skådespelare och pjäsförfattare. Han blev redaktör för skämttidningen Söndags-Nisse 1870, och köpte tidningen 1881. Han var en av landets flitigaste och populäraste lustspelsförfattare med drygt hundra olika teaterstycken, bland annat Andersson, Pettersson och Lundström (1865) vilken han baserade på ett lustspel från 1833 av Johann Nestroy.

### Roller (ej komplett)

Frans Hodell, August Warberg och Gustaf Bergström som Andersson, Pettersson och Lundström.
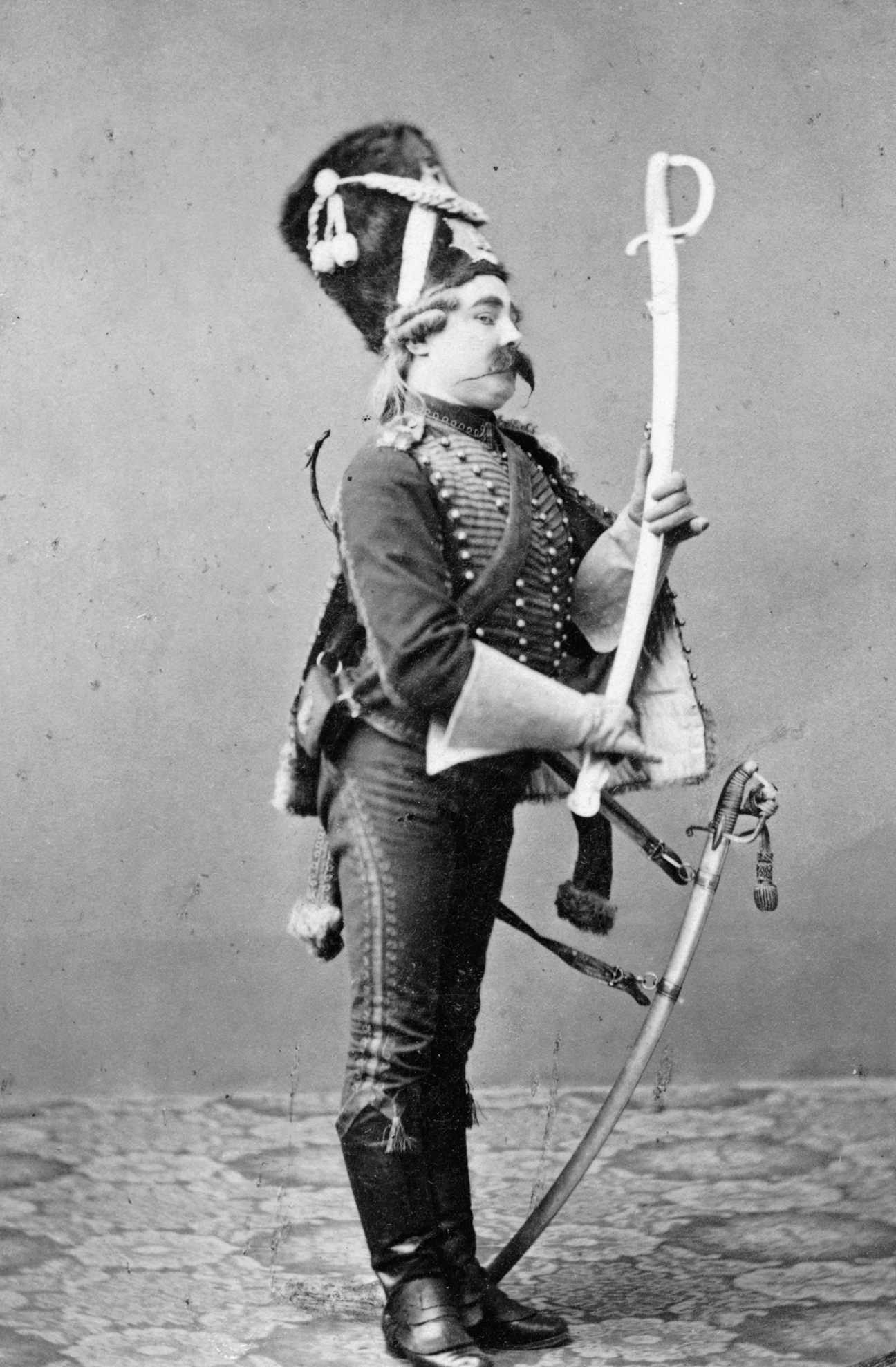
Frans Hodell som Nepomuk i Storhertiginnan av Gerolstein, Södra teatern 1867.